# Франсіско Варальйо
Франсі́ско Анто́ніо Вара́льйо (ісп. Francisco Antonio Varallo: нар. 5 лютого 1910, Ла-Плата, Аргентина — пом. 30 серпня 2010, Ла-Плата, Аргентина) — аргентинський футболіст, нападник. На момент смерті залишався останнім живим учасником першого Чемпіонату світу 1930 року, на якому в складі збірної Аргентини брав участь у фіналі. За кількістю забитих м'ячів за Бока Хуніорс займає третє місце в історії клубу. Закінчив кар'єру у 1940 році у віці 30 років. Став першим кавалером ордена поваги ФІФА у 1994 році. Помер 30 серпня 2010 року.

## Досягнення
- Чемпіон Аргентини: 1931,1934,1935
- Віце-чемпіон світу: 1930
- Чемпіон Південної Америки: 1937
- Найкращий бомбардир чемпіонату Аргентини:1933 (34 голи)
- Орден поваги ФІФА 1994